# Teresa Zhang He
Św. Teresa Zhang He (chiń. 婦張何德蘭) (ur. 1864 w Yuan, Hebei w Chinach, zm. 16 lipca 1900 w Zhangjiaji, Hebei) – święta Kościoła katolickiego, męczennica.
Teresa Zhang He urodziła się w katolickiej rodzinie we wsi w prowincji Hebei. Jej mąż pochodził z tej samej wsi. Często wyrażała pragnienie stania się męczennicą.
Podczas powstania bokserów doszło w Chinach do prześladowań chrześcijan. 16 lipca 1900 r. Teresa Zhang He została schwytana przez bokserów w jednym z przydomowych ogrodów. Zaprowadzili ją do świątyni, żeby oddała cześć bożkowi. Odmówiła i w konsekwencji została zabita wraz z córką i synem. 
Dzień jej wspomnienia to 9 lipca (w grupie 120 męczenników chińskich).
Została beatyfikowana 17 kwietnia 1955 r. przez Piusa XII w grupie Leon Mangin i 55 Towarzyszy. Kanonizowana w grupie 120 męczenników chińskich 1 października 2000 r. przez Jana Pawła II.